# 낸시 올슨
낸시 올슨(Nancy Olson, 1928년 7월 14일 ~ )은 미국의 배우이다.

## 출연 작품
- 덤벨스 (2014)
- 두 남자 (1982)
- 에어포트 75 (1974)
- 설원 특급 (1972)
- 건망증 선생님 2 (1963)
- 건망증 선생님 (1961)
- Pollyanna (1960)
- 애욕과 전장 (1955)
- 소 빅 (1953)
- 빅 짐 맥레인 (1952)
- 미스터 뮤직 (1950)
- 선셋 대로 (1950)
- 유니언 스테이션 (1950)
- 캐나다 평원 (1949)